# Boomklevers
Boomklevers (Sittidae) zijn een familie van de zangvogels. De familie is verwant aan de boomkruipers en behoort tot dezelfde superfamilie, de Certhioidea. De familie kent maar één geslacht Sitta (monotypisch) met 28 soorten.

## Kenmerken
De meeste boomklevers hebben blauwgrijze bovendelen, maar 3 soorten uit Zuidoost-Azië hebben een diepblauwe rug. Ze hebben lange, stevige poten, tenen en nagels en een stevige snavel. Ze hebben een korte, recht afgesneden staart. De lichaamslengte varieert van 10 tot 20 cm.

## Leefwijze
Hoewel boomklevers qua gedrag en qua uiterlijk enige gelijkenis met de spechten vertonen, zijn ze in werkelijkheid niet verwant. De meeste soorten bewegen zich omhoog en omlaag langs stammen en takken van bomen (spechten klimmen alleen omhoog). Ze steunen niet, zoals spechten op hun staart. Ze zoeken in schorsspleten naar insecten en andere ongewervelden, maar ook zaden en noten staan op het menu.

## Voortplanting
Hun nesten bevinden zich in holten in bomen en rotsen. Enkele soorten hakken nesten uit in vermolmd hout. Het legsel bestaat uit 4 tot 10 witte, roodgevlekte eieren.

## Verspreiding
De soorten komen verspreid voor in Europa, Azië, Noord-Afrika en Noord-Amerika. 
In de Lage Landen komt maar één soort voor: de Europese boomklever (Sitta europaea).

## Status
Acht soorten hebben een rode lijst status: witbrauwboomklever, Algerijnse boomklever (beide bedreigd), prachtboomklever, reuzenboomklever, Corsicaanse boomklever (alle drie kwetsbaar), Yunnanboomklever, geelsnavelboomkruiper en Turkse boomklever (laatste drie gevoelig).

## Taxonomie
De Corsicaanse boomklever, Canadese boomklever, Turkse boomklever en Chinese boomklever werden lange tijd beschouwd als relictpopulaties van één dezelfde soort, de "zwartkopboomklever". De Algerijnse boomklever werd pas in 1973 ontdekt. IOC birdnames beschouwt deze vijf als aparte soorten. Volgens moleculair genetisch onderzoek uit 1998 zijn de Canadese, Corsicaanse en de Chinese boomklever drie zeer nauw verwante soorten (een clade) en de Turkse en de Algerijnse boomklever een clade die daar weer het meest verwant mee is.
- Geslacht Sitta
  - Sitta arctica
  - Sitta azurea (Zwartbuikboomklever)
  - Sitta canadensis (Canadese boomklever)
  - Sitta carolinensis (Witborstboomklever)
  - Sitta cashmirensis (Kashmirboomklever)
  - Sitta castanea
  - Sitta cinnamoventris
  - Sitta europaea (Boomklever)
  - Sitta formosa (Prachtboomklever)
  - Sitta frontalis (Pluchekapboomklever)
  - Sitta himalayensis (Witstaartboomklever)
  - Sitta krueperi (Turkse boomklever)
  - Sitta ledanti (Algerijnse boomklever)
  - Sitta leucopsis (Witwangboomklever)
  - Sitta magna (Reuzenboomklever)
  - Sitta nagaensis (Kastanjebuikboomklever)
  - Sitta neglecta
  - Sitta neumayer (Rotsklever)
  - Sitta oenochlamys (Filipijnse boomklever)
  - Sitta przewalskii
  - Sitta pusilla (Bruinkopboomklever)
  - Sitta pygmaea (Dwergboomklever)
  - Sitta solangiae (Geelsnavelboomklever)
  - Sitta tephronota (Grote rotsklever)
  - Sitta victoriae (Witbrauwboomklever)
  - Sitta villosa (Chinese boomklever)
  - Sitta whiteheadi (Corsicaanse boomklever)
  - Sitta yunnanensis (Yunnanboomklever)

Acanthisittidae (Rotswinterkoningen) · Acanthizidae (Australische zangers) · Acrocephalidae (Rietzangers) · Aegithalidae (Staartmezen) · Aegithinidae (Iora's) · Alaudidae (Leeuweriken) · Alcippeidae (Alcippes) · Artamidae (Spitsvogels) ·  Atrichornithidae (Doornkruipers) · Bernieridae (Madagaskarzangers) · Bombycillidae (Pestvogels) · Buphagidae (Ossenpikkers) · Calcariidae (IJsgorzen) · Callaeidae (Nieuw-Zeelandse lelvogels) · Calyptomenidae (Afrikaanse breedbekken) · Calyptophilidae (Tapuittangaren) · Campephagidae (Rupsvogels) · Cardinalidae (Kardinaalachtigen) · Certhiidae (Echte boomkruipers) · Cettiidae (Struikzangers) · Chaetopidae (Rotsspringers) · Chloropseidae (Bladvogels) · Cinclidae (Waterspreeuwen) · Cinclosomatidae (Kwartellijsters) · Cisticolidae (Graszangers) · Climacteridae (Australische kruipers) · Cnemophilidae (Satijnvogels) · Conopophagidae (Muggeneters) · Corcoracidae (Slijknestkraaien) · Corvidae (Kraaien) · Cotingidae (Cotinga's) · Dasyornithidae (Borstelvogels) · Dicaeidae (Bastaardhoningvogels) · Dicruridae (Drongo's) · Donacobiidae (Zwartkopdonacobius) · Dulidae (Palmtapuiten) · Elachuridae (Elachura) · Emberizidae (Gorzen) · Erythrocercidae (Elfmonarchen) · Estrildidae (Prachtvinken) · Eulacestomatidae (Leldikkop) · Eupetidae (Ralbabbelaars) · Eurylaimidae (Breedbekken en hapvogels) · Falcunculidae (Harlekijndikkoppen) · Formicariidae (Mierlijsters) · Fringillidae (Vinkachtigen) · Furnariidae (Ovenvogels) · Grallariidae (Mierpitta's) · Hirundinidae (Zwaluwen) · Hyliidae (Hylia's) · Hyliotidae (Hyliota's) · Hylocitreidae (Bessendikkop) · Hypocoliidae (Zijdestaarten) · Icteridae (Troepialen) · Icteriidae (Geelborstzanger) · Ifritidae (Ifrita) · Irenidae (Irena's) · Laniidae (Klauwieren) · Leiothrichidae (Babbelaars) · Locustellidae (Sprinkhaanzangers) · Machaerirhynchidae (Bootsnavels) · Macrosphenidae (Afrikaanse zangers) · Malaconotidae (Bosklauwieren) · Maluridae (Elfjes)    · Melampittidae (Paradijspitta's) · Melanocharitidae (Bessenpikkers) · Melanopareiidae (Maansluipers) · Meliphagidae (Honingeters) · Menuridae (Liervogels) · Mimidae (Spotlijsters) · Mitrospingidae (Mitrospingustangaren) · Modulatricidae (Vlekkeellijsters) · Mohoidae (O'o's) · Mohouidae (Mohoua's) · Monarchidae (Monarchen) · Motacillidae (Kwikstaarten en piepers) · Muscicapidae (Vliegenvangers) · Nectariniidae (Honingzuigers) · Neosittidae (Boomlopers) · Nesospingidae (Puertoricaanse tangare) ·  Nicatoridae (Nicators) · Notiomystidae (Hihi) · Oreoicidae (Oreoica's) · Oriolidae (Wielewalen en vijgvogels) · Orthonychidae (Stronklopers) · Pachycephalidae (Dikkoppen en fluiters) · Panuridae (Baardmannetje) · Paradisaeidae (Paradijsvogels) · Paradoxornithidae (Diksnavelmezen) · Paramythiidae (Prachtbessenpikkers) · Pardalotidae (Diamantvogels) · Paridae (Mezen) · Parulidae (Amerikaanse zangers) · Passerellidae (Amerikaanse gorzen) · Passeridae (Mussen) · Pellorneidae (Grondtimalia's) · Petroicidae (Australische vliegenvangers) · Peucedramidae (Oranjekopzanger) · Phaenicophilidae (Hispaniolatangaren) · Philepittidae (Asities) · Phylloscopidae (Boszangers) · Picathartidae (Kaalkopkraaien) · Pipridae (Manakins) · Pittidae (Pitta's) · Pityriasidae (Borstelkop) · Platylophidae (Maleise kuifgaai) · Platysteiridae (Lelvliegenvangers) · Ploceidae (Wevers en verwanten) · Pnoepygidae (Pnoepyga's) · Polioptilidae (Muggenvangers) · Pomatostomidae (Australaziatische babbelaars) · Promeropidae (Afrikaanse suikervogels) · Prunellidae (Heggenmussen) · Psophodidae (Zwiepfluiters) · Ptiliogonatidae (Zijdevliegenvangers) · Ptilonorhynchidae (Prieelvogels) · Pycnonotidae (Buulbuuls) · Regulidae (Goudhaantjes) · Remizidae (Buidelmezen) · Rhagologidae (Geschubde dikkop) · Rhinocryptidae (Tapaculo's) · Rhipiduridae (Waaierstaarten) · Rhodinocichlidae (Troepiaaltangare) · Salpornithidae (Gevlekte boomkruipers) · Sapayoidae (Breedbekmanakin) · Scotocercidae (Maquiszanger) · Sittidae (Boomklevers) · Spindalidae (Spindalissen) · Stenostiridae (Elfvliegenvangers) · Sturnidae (Spreeuwen) · Sylviidae (Grasmussen) · Teretistridae (Cubaanse zangers) · Thamnophilidae (Miervogels) · Thraupidae (Tangaren) · Tichodromidae (Rotskruiper) · Timaliidae (Timalia's) · Tityridae (Tityra's) · Troglodytidae (Winterkoningen) · Turdidae (Lijsters) · Tyrannidae (Tirannen) · Urocynchramidae (Przewalski's roodmus) · Vangidae (Vanga's) · Viduidae (Wida's) · Vireonidae (Vireo's) · Zeledoniidae (Zeledonia) · Zosteropidae (Brilvogels)